# Mannikeri, Belgaum
Mannikeri là một làng thuộc tehsil Belgaum, huyện Belgaum, bang Karnataka, Ấn Độ.